# Vesicularia (mosdiertjesgeslacht)
Vesicularia is een mosdiertjesgeslacht uit de familie van de Vesiculariidae en de orde Ctenostomatida. De wetenschappelijke naam ervan is in 1830 voor het eerst geldig gepubliceerd door Thompson.

## Soorten
- Vesicularia fasciculata Soule, 1953
- Vesicularia harmeri Silén, 1942
- Vesicularia papuensis Busk, 1886
- Vesicularia spinosa Linnaeus, 1758) = zijdemosdiertje

Niet geaccepteerde soort:
- Vesicularia dichotoma Verrill, 1873 → Amathia dichotoma (Verrill, 1873)